# Roza de Guchtenaere
Roza de Guchtenaere (née à Ledeberg le 13 septembre 1875  et morte à Gand le 8 avril 1942) est une enseignante, militante nationaliste flamande libérale et féministe.Personnalité complexe, elle s'est investie dans le mouvement féministes, pacifistes et sociaux puis s'est enfermée dans une obsession nationaliste qui l'a amenée jusqu'à avoir des sympathies nazies. 

## Biographie

### Jeunesse et formation
Rosalie de Guchtenaere est née à Ledeberg, près de Gand, le 13 septembre 1875 dans une famille libérale. Le père est enseignant, la mère sans profession. Elle est l'aînée de quatre enfants mais seuls elle et son frère Gustaaf survivent à l'enfance. A une époque où peu de jeunes filles peuvent poursuivre des études, elle fréquente une école payante francophone, puis l'école normale publique de Bruges, où elle obtient son diplôme à l'âge de régente. Elle continue ensuite ses études à Bruxelles, à l'école d'Isabelle Gatti de Gamond où un cycle prépare les femmes à l'université. Fatiguée, elle abandonne après deux ans et, quelque temps après, commence à travailler comme enseignante dans l'enseignement primaire de Gand.
Elle est végétarienne et une ardente propagandiste de l'abstinence totale. Elle est aussi fondamentalement antireligieuse et le restera toute sa vie, même si plus tard, elle devient plus indulgente.

### Féminisme
Vers 1904, elle fonde le Gentsche Vrouwenbond (Ligue des femmes de Gand). Cette association féministe soutient le droit de vote des femmes, œuvre pour l'émancipation économique des femmes de la classe ouvrière, organise des cours de l'enseignement secondaire supérieur pour les filles qui précèdent la création de l'athénée pour filles à Gand. Roza de Guchtenaere y enseigne le néerlandais et la gymnastique. 

### Activisme flamand
En tant que libérale, elle est active dans les Willemsfonds. Elle est également membre de la branche gantoise de l' Algemeen Nederlands Verbond . En 1912, elle rejoint le conseil d'administration où elle représente le groupe belge. 
Peu avant la Première guerre mondiale, son attitude se radicalise en raison de la mauvaise application de la législation linguistique.  Elle devient membre du Vereeniging voor Beschaafde Nederlandsche Uitspraak (Association pour la prononciation néerlandaise civilisée,VBNU) et de «Taalgrens - wwacht», qui a fait campagne contre la francisation des communautés linguistiques frontalières. En mars 1914, elle plaide pour la création d'un nouveau parti à l'esprit flamand. 
Quand, à l'automne 1914, le militantisme radical des jeunes flamands à Gand se développe elle garda ses distances dans un premier temps. Mais elle change finalement d'avis et soutient Jong-Vlaanderen. En 1916, les Allemands donnent aux militants nationalistes flamands un certain pouvoir dans le secteur de l'éducation et elle obtient un emploi à l'école normale royale de Laeken, une commune flamande qui n'est pas encore rattachée à Bruxelles et en voie de "francisation". Fin 1917, elle est nommée directrice de l'Ecole Nationale Secondaire Normale de Gand, la première école normale néerlandophone de Gand. Là, elle pousse pour une néerlandisation rapide,. 
Durant la même période, elle participe également aux réunion du mouvement pour la paix, collabore au journal gantois De Vlaamsche Smeder et intervient dans les réunions organisées dans toute la Flandre qui attirent souvent de grandes foules. Le 17 novembre 1917,  elle organise sa propre réunion pour la paix où seules les femmes sont autorisées à prendre la parole.
En 1918, elle devient membre du Nationalistische Vrouwenbond (Union des femmes nationalistes), dirigée par Sylvia De Cavel, qui suit la création du Nationalistische Bond (Ligue nationaliste). L’association qui compte 130 membres à Gand, des femmes au foyer, des enseignantes et des étudiantes, mais aussi des ouvrières du textile, débat du rôle social et politique des femmes mais aussi d'art et de littérature. En août 1918, Roza De Guchtenaere change le nom en Jong-Vlaamsche Nationalistische Vrouwenbond «Union des jeunes femmes nationalistes flamandes». 
Roza de Guchtenaere est également chargée du Vlaamse Volksbond (Union populaire flamande). L'une de ses tâches est de s'occuper de 700 prostituées que les Allemands rassemblent dans une maison de retraite réquisitionnée sur le quai Lousberg à Gand. Roza de Guchtenaere est influencée par la féministe allemande Adele Schreiber-Krieger, restée en Belgique après y être venue en voyage d'étude. Mais lorsque celle-ci lui demande de créer une agence de recrutement pour faire travailler les femmes les usines de Gand pour l'industrie de guerre, Roza de Guchtenaere  refuse de coopérer.

### La prison
Elle est arrêtée à la fin de la guerre, le 17 novembre 1918, emmenée à Adinkerke, où elle est enfermée pendant environ deux mois avant d'être transférée à Gand.  
Elle assure elle-même sa défense lors de son procès devant la cour martiale de Bruxelles. Elle est condamnée à quinze ans de travaux forcés et à la perte de ses droits civils. Elle ne fait pas appel et est la seule femme prisonnière politique. Plus tard, elle est appelée à témoigner lors des procès d'autres militants tels que le Dr. August Borms et le Prof. Louis Dosfel. 
Pendant son emprisonnement, elle écrit un livret Over Ina Boudier Bakker's De Moderne vrouw en haar tekort, en réponse à un livre antiféministe de l'artiste néerlandaise Boudier Bakker. Dans ce livre, elle plaide en faveur de l'enseignement obligatoire pour les filles et contre le fait que les femmes ne peuvent exercer que dans un nombre limité de professions. 
Au début de 1921, elle peut bénéficier d'une libération anticipée à la condition de s'abstenir de toute activité politique, ce qu'elle refuse. En novembre 1921, les peines de prison de la plupart des militants sont réduites à trois ans et Roza de Guchtenaere est libérée sans condition. En décembre de la même année, elle quitte la prison de Nieuwe Wandeling à Gand avec une santé affaiblie. 

### L'entre deux guerres
Ayant perdu ses droits civiques, Roza de Guchtenaere ne peut plus travailler comme enseignante. Elle donne alors des cours particuliers, travaille dans l'imprimerie de son père, organise une «affaire de matériel de propagande flamande» et de «fournitures de bureau» et dirige une agence de la compagnie d'assurance «De Noordstar». 
Elle renoue avec son engagement flamand et devient une des figures de proue de l'aile radicale du nationalisme flamand à Gand, dirigé par Boudewijn Maes. 
Elle plaide pour l'amnistie d'August Borms et de Jef Van Extergem, deux militants nationalistes emprisonnés, participe à d'innombrables comités: elle est présidente du Comité voor Gevangengenomen Landgenoten (Comité des compatriotes emprisonnés), de l'association Offerwilligheid (Sacrifice) et du Comité d'hommage Hippoliet Meert, secrétaire adjoint du Centraalkomitee voor Amnestie (Comité central pour l'amnistie) et membre du conseil d'administration de l'association René de Clercq. Elle est également employée de l'Algemeen Nederlandsch Arbeidersverbond, une association socialiste des "Grand Pays-Bas" fondée à Amsterdam le 16 juillet 1928 par des militants de gauche en exil. Le but de l'organisation est de renforcer les liens entre les travailleurs de Flandre et des Pays-Bas mais elle n'a guère eu de succès. 
Dès 1921, elle figure sur la liste du Frontpartij aux élections communales et en prend la tête aux élections suivantes, en 1925. Elle suit Boudewijn Maes lorsqu'il quitte le parti pour fonder le Vlaamsch-nationale partij (Parti national flamand) en 1926. En 1929, elle est deuxième sur la liste de ce parti, après Anita Borms, fille d'August Borms, et aux élections législatives de 1932, elle est à nouveau tête de liste mais rencontre peu de succès : elle n'obtient qu'environ 300 voix.  
Elle oublie occasionnellement des livres comme le roman De Nood van 't land de Leo Meert, qui appelle à l'usage de la force pour briser l'unité belge. Elle contribue également au magazine radical De Noorderklok, cofonde et gère le magazine gantois De Voorpost qui devient De Dietsche Voorpost en 1932, prônant la disparition immédiate de la Belgique et la création du Dietse, grand état hollandais. Elle en quitte le comité de rédaction en raison de désaccords avec son collaborateur Firmin Parasie. Elle reste cependant méfiante vis à vis de la Ligue nationale flamande et du Verdinaso.  
En 1938, point culminant de son revirement, Roza De Guchtenaere adhère au Dietsch Opvoedkundig Beweging, une organisation antisémite et devint rédactrice en chef du journal du mouvement en 1939. 
Lorsque l'Allemagne envahit les Pays-Bas, elle espère, comme beaucoup de nationalistes, que cela signifie la «libération» de la Flandre : « nous ici, opprimés et persécutés par Be [= Belgique], sommes très heureux d'avoir à faire maintenant avec les frères germaniques. J'espère ardemment que les Pays-Bas naîtront de cela et qu'aucune frontière ne nous séparera plus. »
Sa situation financière s'améliore : elle reçoit des indemnités en janvier 1941 de la Commission de recouvrement ou (Bormscommissie), qui attribue des dommages et intérêts à d'anciens militants, et à partir de juillet une pension lui est également versée.  
De l'enseignante enthousiaste qui travaillait activement pour le mouvement flamand, le droit de vote des femmes, la paix mondiale, la justice sociale et la démocratie, elle devient une femme malade, obsédée par les Grand Pays-Bas, avec des idées antisémites et antidémocratiques et admirant l'Allemagne nazie. 
Elle meurt le 8 avril 1942 à Gand. La presse écrite lui rend hommage et des collaborateurs notoires tels que Hendrik Elias et Frans Daels assistent aux funérailles. Angela Dosfel-Tysmans, la dirigeante du Dietsche Bond  et August Borms prononcent les oraisons funèbres. 

## Postérité
Le nom de Roza de Guchtenaere n'est plus guère connu du grand public mais sa mémoire est bien vivante dans les cercles nationalistes flamands.
Son héritage spirituel est revendiqué aussi bien par des mouvements de gauche que des mouvements de droite, les uns mettant en évidence son engagement dans le mouvement des femmes et ses liens avec les socialistes et les communistes, les autres son aversion pour l’État belge.
Ainsi, le sénateur du Vlaams Blok  (maintenant Vlaams Belang), Roeland Raes lance, en 1994, une action de sauvegarde de la tombe de Roza de Guchtenaere, organise une exposition et édite une brochure. Il veut ainsi contrecarrer les tentatives des journaux de gauche «d'impliquer à titre posthume Rosa de Guchtenaere dans le camp d'extrême gauche». De son côté, Werner Vandenabeele, archiviste du Centre d'archive et de documentation du mouvement communiste (DACOB (nl)), s'oppose en 1998 aux tentatives de  récupération par l'extrême droite.
En 2019, la ville de Gand rebaptise l'avenue Roi Leopold II en Avenue Roza de Guchtenaere.